# Sabia emarginata
Sabia emarginata är en tvåhjärtbladig växtart som beskrevs av Paul Lecomte. Sabia emarginata ingår i släktet Sabia och familjen Sabiaceae. Inga underarter finns listade.